# Bayarbaatar Davaasuren
Bayarbaatar Davaasuren (en mongol cyrillique : Даваасүрэнгийн Баярбаатар, MNS : Davaasürengiin Bayarbaatar) est un danseur et musicien mongol de Mongolie, utilisant des instruments traditionnels comme le chant khöömii, le morin khuur, le tovshuur ou la guimbarde et souvent accompagné de Chinbat Baasankhuu (mongol : Чинбатын Баасанхүү, Chibatyn Baasankhuu), joueuse de yatga. Il est directeur artistique au Théâtre National des Arts traditionnels d’Oulan Bator.
Il a également joué dans l'Orchestre universitaire national de Mongolie de chant et de danse.

## Biographie
Chanteur et danseur dans l'ensemble Altai, aïmag de Govi-Altai, de 1988 à 1994.
Il suit une spécialisation chorégraphie de 1994 à 1998 au Conservatoire supérieur national d'art et culture de Mongolie (монгол улсын соёл урлагийн их сургууль ou суис).
De 2002 à 2006, il est le chorégraphe de l'Udbech (ҮДБЭЧ).
En 2008, il est sacré meilleur chanteur de khöömi.
Le 14 nobembre 2014, il joue avec Chinbat Baasankhuu au Musée Guimet à Paris.

## Discographie
- 2008 : Bayarbaatar Davaasuren, Chants diphoniques mongols, Lyon, Éd. musicales Lugdivine (BNF 41188654)
- 2008 : Bayarbaatar Davaasuren, Dashdorjiin Tserendavaa, Tserendavaagiin Tsogtgerel, Chants diphoniques de l'Altaï mongol, Paris, Éd. Buda musique (BNF 41267299)
- 2012 : Chinbat Baasankhuu & Bayarbaatar Davaasuren, Mongolie chants diphoniques et instrumetnts traditionnels - Khöömei - Yatga - Morin Khuur - Tovshuur, Vincennes, éd : Frémeaux & associés (BNF 42706388)
- 2015 : Bayarbaatar Davaasuren, The Art of Mongolian Khöömii (Throat Singing) - EUCD2613[5]